# Salvador Santana
Salvador Santana (* 22. května 1983 San Francisco) je americký hudebník a zpěvák, syn slavného kytaristy Carlose Santany a jeho ženy Deborah.
Salvador Santana, který studuje na umělecké škole v San Francisku, již v mládí experimentoval s hrou na kytaru, brzo se však přeorientoval na piáno a keyboards. Na umělecké škole se seznámil s několika dalšími hudebníky, kteří usměrnili jeho další vývoj. S několika z nich založil roku 2004 skupinu, která se vbrzku pojmenovala Salvador Santana Band a ke které patřili mimo jiné basista Emerson Cardenas, Carla Holbrook (zpěv), Matt Heulitt (kytara), Tony Austin (bicí) a José Espinoza (saxofon). Salvador Santana preferuje hudební styl, připomínající latin rock jeho otce, obohacuje ho však o několik pozdějších směrů, zejména rap resp. hip-hop.
Koncertů skupiny se často účastní i členové skupiny Santana Blues Band. Dosud největšího úspěchu zaznamenal Salvador Santana a jeho skupina během dubna a května 2006, kdy Salvador Santana Band vystupuje jako opening band na všech 24 koncertech evropského turné Carlose Santany.